# Hématome
 Mise en garde médicale
Un hématome est une collection de sang se formant dans une cavité naturelle ou à l'intérieur d'un tissu, à la suite d'une hémorragie. Il résulte d'un traumatisme, d'une rupture vasculaire ou d'un trouble de la crase sanguine.

## Étymologie
Le terme hématome est utilisé à partir de 1855. Il provient de la racine grecque αἷμα / haîma qui signifie « sang » et du suffixe -ωμα / -ōma qui désigne le résultat d'une action, suffixe servant entre autres à nommer les tumeurs.

## Prévention
La formation d'un hématome peut aussi se produire à la suite d'une prise de sang (ex : après un don de sang). Pour l'éviter il est impératif de comprimer l’endroit de la piqûre environ cinq minutes car la coagulation du sang demande entre cinq et dix minutes. En effet, si le caillot n’est pas bien formé, un hématome plus ou moins important risque de se produire en cours de journée.
Les hématomes peuvent entraîner des ecchymoses superficielles, mais peuvent également se développer en profondeur ou dans des organes tels que le cerveau.

## Types
- Hématome sous-dural entre l'arachnoïde et le feuillet interne de la dure-mère,
- Hématome sous-arachnoidien entre l'arachnoïde et la pie-mère,
- Hématome épidural ou extra-dural entre la paroi osseuse et la dure-mère, au niveau du crâne ou du rachis,
- Céphalhématome entre un os du crâne et son périoste,
- Hématome périchondral autour du cartilage,
- Hématome sous-unguéal sous l'ongle.